# Ulisses Machado Pereira Viana
Ulisses Machado Pereira Viana (6 de setembro de 1848 — 10 de setembro de 1911), o Conde de Ulisses Viana, foi advogado, jornalista e político brasileiro.

## Biografia
Nasceu em Recife, filho de Ana de Morais e do major Antônio Machado Pereira Viana. Formou-se em Direito pela Faculdade de Recife, em 1870, e, logo após, iniciou sua carreira como advogado. Também lançou-se como jornalista, tendo sido, por algum tempo, articulista e redator-chefe do Jornal do Recife.
Simpatizante ao Partido Liberal, quando este ascendeu ao poder, em 1878, foi nomeado presidente da província da Paraíba, por carta imperial de 19 de fevereiro daquele ano. Tomou posse em 11 de março seguinte, e permaneceu no cargo até 20 de fevereiro de 1879, passando a administração por motivo de moléstia.
Retomou a carreira política logo após, eleito deputado provincial e geral por Pernambuco. Encontrava-se no exercício dessa função quando da queda do regime monárquico. Abandonou então o cenário político, dedicando-se apenas à advocacia no Rio de Janeiro, onde viveu seus últimos anos.
Foi agraciado pelo Papa Pio X com o título de conde.
Casou-se duas vezes. A primeira vez, em 1874, com Ana Ambrosina de Oliveira Fonseca, filha de Cândida Josefina de Oliveira Fonseca e do advogado Joaquim José da Fonseca. Dessa união, nasceram cinco filhos:
- Ana da Fonseca Viana (1875 — 21 de outubro de 1939[4]), casada, em 1911, com o tenente Antônio de Azevedo, engenheiro civil e militar[5];
- Maria do Carmo da Fonseca Viana (1876 — 6 de abril de 1957[6]), casada, em 1901, com Armando Soares Dias, advogado[7];
- Alice da Fonseca Viana (1881 — 9 de janeiro de 1946[8]), casada, em 1910, com José Francisco de Amorim e Silva[9];
- Ulisses Machado Pereira Viana Filho (1880 — 1935), médico sanitarista do Hospício Nacional, casado, em 1912, com Regina Morais da Veiga[10];
- Joaquim da Fonseca Viana, advogado.

Viúvo em 1884, Ulisses casou-se novamente com Francisca de Sousa Leão (†22 de julho de 1915), filha do Visconde de Campo Alegre. Não deixou prole deste matrimônio.
O Conde de Ulisses Viana faleceu aos 63 anos e seus restos mortais foram inumados no Cemitério de São João Batista, em Botafogo.